# Département de Los Lagos
Le département de Los Lagos est une des 16 subdivisions de la province de Neuquén, en Argentine. Son chef-lieu est la ville de Villa La Angostura.
Le département a une superficie de 4 230 km2. Sa population s'élevait à 8 654 habitants en 2001. Selon les estimations de l'INDEC argentin, en 2005, il comptait 7 688 habitants.
Les localités les plus notables sont le chef-lieu Villa La Angostura, qui avec Villa Traful constituent les communes les plus importantes du département. Signalons encore les bourgades de Cuyin Manzano, Villa Llanquin, El Portezuelo, Pichi Traful et Confluencia.

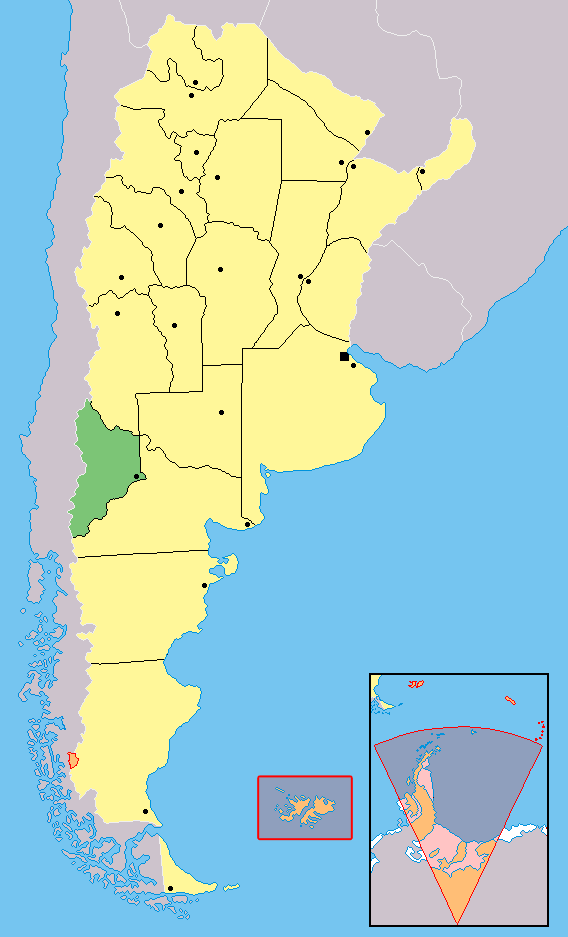
Localisation de la province de Neuquén en Argentine

À l'intérieur du département se trouve la moitié nord du Parc national Nahuel Huapi et le Parc national Los Arrayanes
Routes
- Asphaltées : RN 40, RN 231, RN 234 (partiellement), RN 237.
- Routes provinciales non asphaltées : RP65 y RP66.